# Мансуров, Бурхан Хуснутдинович
Бурхан Хуснутдинович Мансуров (тат. Борһан Хөснетдин улы Мансуров; 24 июня 1889, деревня Старое Зеленое, Хвалынский уезд, Саратовская губерния — 15 августа 1942, деревня Ведогуща, Московская область) — татарский государственный деятель. Председатель ТатЦИКа в 1920—1921 годах.

## Биография
Родился в 1889 году в деревне Старое Зеленое Хвалынского уезда Саратовской губернии в семье сельского муллы. Обучение начал в медресе своего отца. В возрасте 11 лет отослан в Астрахань, где вынужден был совмещать учёбу с работой мальчиком в торговом заведении. Здесь знакомится с представителями передовой интеллигенции города, читает революционную литературу, участвует в нелегальных собраниях.
Революционную деятельность начал в 1905 году с распространения листовок и прокламаций среди татарских рабочих. В 1906 году участвует в выпусках подпольной революционной газеты «Уйгату» («Пробуждение»). За свою революционную активность подвергся преследованиям со стороны полиции и духовенства, вынужден был уйти из медресе. Уехав в степные районы губернии, вёл революционную пропаганду среди казахов, а затем ввернулся на родину, поступив на работу учителем в земскую школу.
В 1907 году уехал в Казань и поступил в татарскую школу «Марджания», откуда вскоре был исключён за агитационную работу среди учащихся. Некоторое время работал учителем в медресе в Новотатарской слободе. В этот период знакомится с большевиками Хусаином Ямашевым, Мингазом Коновым и другими, проводившими пропаганду среди татарских рабочих заводов Утямышева, Крестовниковых.
Попав под наблюдение полиции, в 1908 году вынужден уехать в Астрахань, где вступил в подпольную организацию, параллельно работая в легальной газете «Идель», откуда через год исключён за революционные статьи. После этого и до 1915 года, работая учителем, объехал Астраханскую, Саратовскую, Петроградскую, Тобольскую губернии, Акмолинскую область. В 1915-1917 годах участвовал в строительных работах на Мурманской железной дороги, где также вёл политическую агитацию.
После Октябрьской революции приехал в Петроград, где принял участие в организации Центрального Мусульманского комиссариата, в котором возглавил отдел труда. В июне 1918 года на совещании коммунистов-мусульман избран в состав Центрального комитета организации. Вскоре занял пост редактора газеты «Коммунизм байрагы» («Знамя коммунизма»), затем редактора газет «Хуррият» («Свобода») и «Кызыл Шималь» («Красный Север»). Организовал коммунистическую фракцию в Петроградском мусульманском комиссариате, вёл борьбу против пронационалистического большинства Комиссариата.
В 1919 году по постановлению ЦК партии направлен в Москву, где начал редактировать центральный орган Коммунистической организации народов Востока (КОВН) газету «Эшче», одновременно являясь председателем секции коммунистов Востока при Московском комитете РКП(б) и заместителем председателя Центрального Мусульманского комиссариата при Наркомнаце. В эти годы работал с такими татарскими революционерами, как Мулланур Вахитов, Камиль Якубов, Сахибгарей Саид-Галиев.
В период наступления белогвардейских частей Юденича на Петроград, по заданию ЦБ КОВН прибыл сюда, чтобы возглавить мусульманские организации и татаро-башкирские части.
В ноябре 1919 года как делегат присутствовал на II съезде коммунистических организаций народов Востока, на котором был избран в состав ЦБ КОВН при ЦК РКП(б) и стал работать заведующим издательским отделом. Вместе с Саид-Галиевым организовал перевод марксистской литературы на татарский, азербайджанский, персидский, казахский, узбекский и другие восточные языки.
В период образования Татарской АССР в составе делегации, возглавляемой Саид-Галиевым, был на приеме у В.И. Ленина, который расспрашивал делегатов об экономике, вопросах культуры, интересовался их предложениями по образованию Татарской республики. После провозглашения Татарской республики принимал непосредственное участие в укреплении Советской власти на территории ТАССР, в подготовке и проведении учредительного республиканского съезда Советов рабочих, крестьянских и красноармейских депутатов.  На первом заседании избранного на съезде Центрального Исполнительного Комитета ТАССР (ТатЦИКа) был избран первым  председателем его Президиума.
Занимал пост члена ВЦИК РСФСР, участвовал в работе Всероссийских съездов Советов и Х съезда РКП(б). В конце июня 1921 отозван в аппарат ЦК РКП(б), а затем назначен редактором всероссийской газеты «Игенчелэр» («Хлеборобы»); в эти же годы сотрудничает в журнале «Фэн хэм дин» («Наука и религи»я), был членом редколлегии журналов «Яшь эшче» («Молодой рабочий») и «Кечкенэ иптэшлэр» («Юные товарищи»), вел активную работу по воспитанию молодых журналистов (среди его учеников был Муса Джалиль).
С марта 1934 года по август 1937 года работал ответственным редактором журнала «Сугышчан алласызлар» («Воинствующие безбожники»), часто выступал в качестве лектора-пропагандиста на предприятиях и учреждениях Москвы.
В 1937 году тяжело заболел, но даже будучи инвалидом не оставил общественную жизнь.
В начале Великой Отечественной войны его отправили в Ведогущанский леспромхоз Московской области на заготовку дров для Москвы. 
Он умер там 15 августа 1942 года.

## Отзывы современников
- Как пишет Мунира Сайдашева, после встречи с В.И. Лениным Мансуров вспоминал, что после его рассказа Владимир Ильич заметил: Ого, вы хорошо работаете! Татария должна быть очагом культуры, она должна сыграть большую роль в интернациональном воспитании трудящихся татар и вовлечении их в строительство социализма.[1]
- Все его богатое революционное прошлое говорит за то, что красное пролетарское знамя, порученное ему представителями трудящихся Татарской Социалистической республики, будет высоко развеваться над поднимающимся Востоком и будить и звать угнетенные народы на борьбу с вековыми эксплуататорами. («Известия ТатЦИКа», 29 сентября 1920 года)